# 旧香港上海銀行上海支店ビル

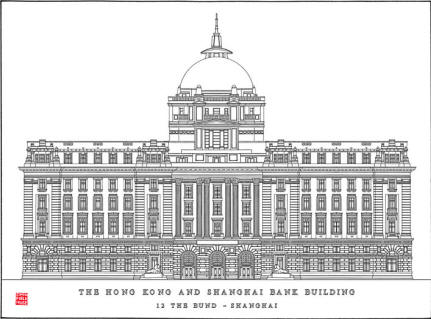
香港上海銀行の正面図

香港上海銀行ビル（ホンコン-シャンハイ-ぎんこうビル）は中華人民共和国上海市に位置するビルである。建造は1921年5月5日に始まり1923年6月23日に完成した。新古典主義様式の建築物であり、7階建て。住所により外灘12号とも称される。
1923年から1955年にかけて、香港上海銀行（HSBC）の上海支店が入居していた。また1949年に中国共産党が上海を占領した後、上海市議会が使用し市庁舎さながらであった時代もある。現在は上海浦東発展銀行が入店している。

## 設計
香港上海銀行ビルはHSBCが入店していた当時「スエズからベーリング海峡までの地域で最も輝かしい建築物」と呼ばれていたほど豪華な建築物である。敷地面積は23,415m2であり当時の銀行としては極東最大、世界でもイギリスのスコットランド銀行に次ぐ大きさであった。
外観は新古典主義建築のデザインを採用しており、3区分に分けられている。中央の屋根部分にドームがありその前面にはギリシャの神殿に似せた構造物が飾られている。中央部分では6柱のイオニア式円柱が2階から4階に貫通しており全てが地上5階建てに半地下階をもち、中央は7階建てになっている。窓に鉄格子がはめられレンガと御影石で装飾されている。
内部は非常に豪華に装飾されており、大理石やモネルが使用されている。全館空調が整っており、主な取引ホールは円柱彫刻が飾られている。これらの彫刻は当時のアジアでは非常に珍しい物であった。
本館に隠れている別館ビルはオフィスや金庫に使われていた。

## 歴史

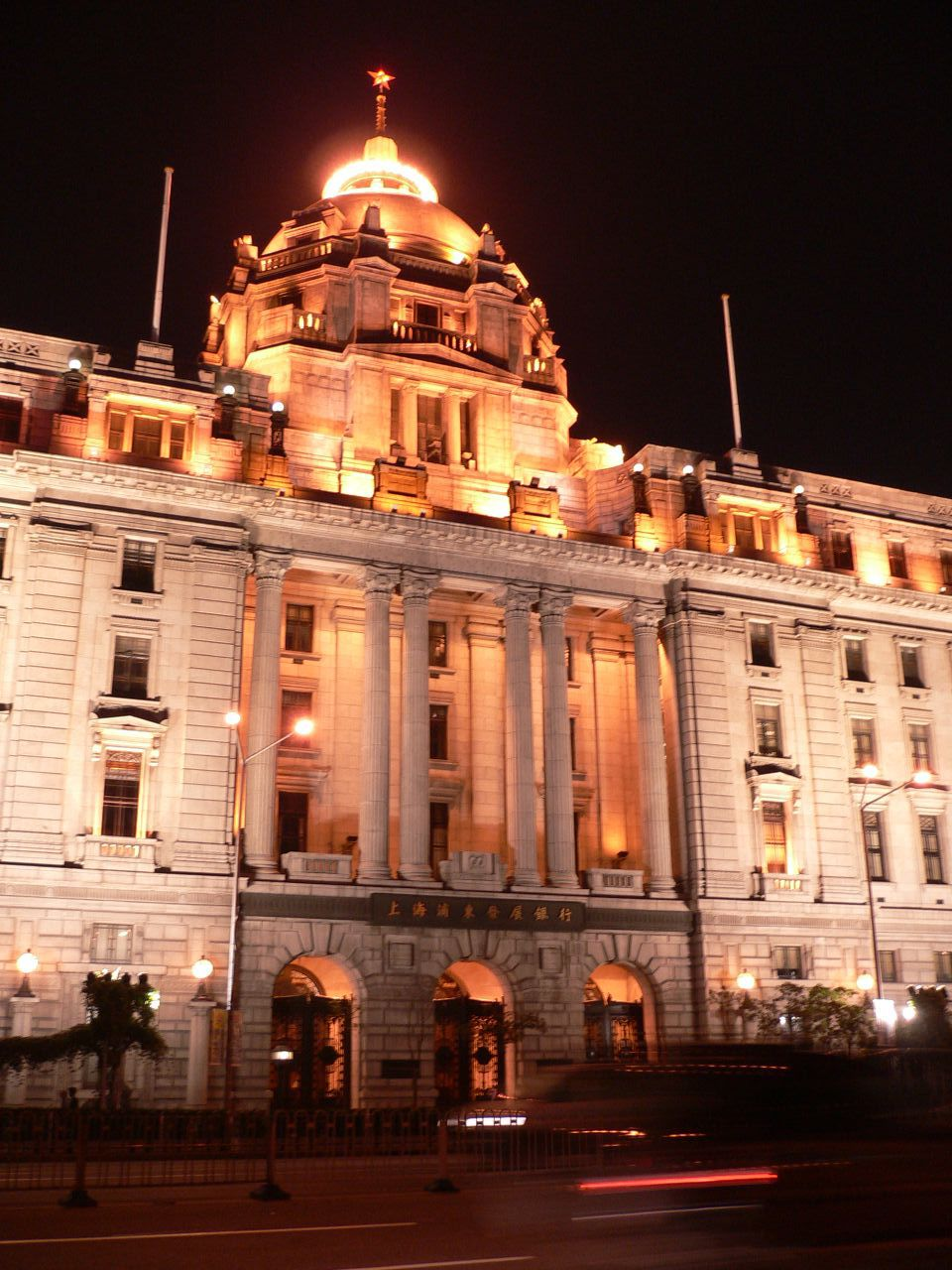
夜はライトアップされる。

1865年3月4日、HSBCは現在和平飯店が入店している中央ホテルビルのグランドフロアに上海支店を開業した。1874年頃になるとHSBCの経営は中央ホテルビルの一角では手狭になったため、HSBCは江海関ビルの南部の12番地に会った3つの外国クラブのビルを6万両で購入した。
1912年、更に10番地、11番地を購入し新ビルを建設することになった。この工事は1921年5月5日から始められ、天井のドームは1923年6月23日に完成した。同時代の新聞によると建築の際には内密に風水師を雇い、時期を選び最良の方向から工事を始めたとされる。中国の伝統に見合うように世界中の硬貨を集め基礎部分に埋設した。特に最奥部には霊を鎮めるために真新しい硬貨を埋めた。建築には25ヶ月をかけ、敷地面積23,415m2のうち延べ床面積は1.3ヘクタールに及んだ。建築会社パーマー&ターナー事務所に設計依頼し他にも横浜正金銀行ビル、揚子ビル、旧中国銀行ビルなどの外灘に多くのビルを建てた有名な建築家により設計された。
太平洋戦争の間、香港上海銀行ビルは日本に接収され横浜正金銀行の会計監督の下で清算過程に入れられた。1943年日中間協定によって中国側に返還されたが、大戦が終わるとHSBCがまたこのビルに戻った。
1949年に中国共産党が上海を占領した直後においても、HSBCは銀行として自由に経営を行った。しかし1955年に入ると政治状況の変化によって上海での経営は縮小せざるを得なくなった。ビルは政府に譲渡され、香港上海銀行ビルは幾つかの近くの官庁が分割して使用した。後に上海市議会もこのビルを使用した。このビルは上海市人民議会ビル、あるいは単に市議会ビルと改称された。1956年からビルの別館は上海公文書館として使用された。
1990年、民間団体の意見を取り入れて市の団体が外灘から移動を始めた。この際HSBCは香港上海銀行ビルを買い戻そうと市議会と交渉を重ねた。しかし値段の問題から交渉は決裂し、この試みは断念された。1997年市議会はこのビルを退去し、上海浦東発展銀行がこのビルに入店した。このビルを改修している際には、一角に壁画が発見された。一方、HSBCは現在HSBCタワーに上海本部を置いている。

## ブロンズライオン
風水の問題から銀行はビルの建築の際にイギリスから一対のライオンの像を取り寄せ、ビル玄関の両脇に置いた。この2頭のライオンは香港支部の経営者であるA.G.ステファンと上海市部の経営者G.H.スティットによってそれぞれ「慎重」、「安全」と名づけられた。1935年に、香港の徳輔道の支部にも3頭のライオンが置かれた。
1941年、上海と香港は日本占領下になり1943年に日本の金属不足から日本はこのライオン像を徴用することにした。香港のライオンはビクトリア女王とトーマス・ジャクソン卿の像と共に日本の本土に送られた。しかし上海のライオンは幸運にも横浜に保管されており、アメリカが取り戻した。このためライオンが失われることはなかった。
1966年、文化大革命の嵐が中国中で吹き荒れ上海の建築物調査委員会はライオンを取り払い上海喜劇座に持ち込んだ。
1997年に上海浦東発展銀行が入店する際にオリジナルではないコピーが作られてビルの前に置かれた。

## モザイクのドーム
八角形のエントランスホールの天井とその八方のそれぞれの壁に壁画のようなモザイクがある。
フレスコ画が描かれており十二宮の記号と擬人化された太陽と月が描かれている。文化大革命の際、紅衛兵はモザイクを一枚一枚はがして破壊するほどモザイクの破壊に熱心だった。このため、この絵画を残すために誰かが大胆にもモザイクを被うように化粧漆喰を塗ったのだと考えられている。さらに保存状況からこの漆喰を塗った者はモザイクを隠すだけでなく、芸術作品を保存するための方法も知っていたのだと考えられている。1997年に浦東開発銀行が建物を改修する際にこの漆喰は取り除かれた。
浦東開発銀行はこの絵画の修復に資金を供給した。しかしながら絵画の中にあったHSBCのエンブレムは外され、浦東発展銀行の物に取り替えられた。
八角形のそれぞれの壁には当時HSBCが出店し当時世界の金融センターであった上海、香港、東京、ロンドン、ニューヨーク、バンコク、パリ、コルカタの8都市が描かれている。それぞれ中心にその国を象徴するような神が描かれ、その両脇に街の特徴を擬人化した神が描かれており背景にはそれぞれの都市の川と都市の主な風景が描かれている。